# Iltrude
Iltrude  è un nome proprio di persona italiano femminile.

## Varianti in altre lingue
- Germanico: Hilditrut[1]
- Tedesco: Hiltrude[1], Hiltrud[1], Hiltraud[1]

## Origine e diffusione
Deriva dal nome germanico Hilditrut che, composto da hild ("battaglia") e þruþ ("forza"), vuol dire "forza in battaglia".
Entrambi gli elementi si ritrovano in altri nomi di origine germanica. Il primo, comunissimo, è ad esempio riscontrabile in Clotilde, Ildefonso, Ildegarda, Reinilde e Alfhild, mentre il secondo si trova nei nomi Geltrude, Valtrude ed Ermentrude.

## Onomastico
L'onomastico ricorre il 27 settembre in memoria di sant'Iltrude, eremita a Liesse.

## Persone
- Iltrude, principessa dei Franchi

### Varianti
- Hiltrud Strasser, veterinaria tedesca